# Deutsche EuroShop
Deutsche EuroShop AG est un groupe coté de l'immobilier commercial, présent dans 5 pays et doté d'un portefeuille d'actifs d'une valeur de 4,4 milliards d’euros au 31 décembre 2024. Le groupe investit dans des centres commerciaux situés dans des emplacements de premier ordre. Le portefeuille immobilier comprend un total de 21 centres commerciaux en Allemagne, en Autriche, en Pologne, en Hongrie et en République tchèque. L'entreprise est dirigée par M. Hans-Peter Kneip en tant que président du directoire (CEO et CFO).